# Pyrausta posticalis
Pyrausta posticalis là một loài bướm đêm trong họ Crambidae.